# Dinámica estelar
La dinámica estelar es la rama  de la astrofísica que describe de manera estadística los movimientos colectivos de las estrellas sujetas a su gravedad mutua. La diferencia esencial con la Mecánica Celeste es que cada estrella contribuye más o menos igual al campo gravitatorio total, mientras que en la Mecánica Celeste la contribución de un (muy pequeño) conjunto de cuerpos masivos da la contribución dominante de la gravedad a la que se ve sometida cualquier órbita de cualquier satélite. La dinámica estelar está normalmente más enfocada en las propiedades globales, estadísticas del conjunto de órbitas en lugar de con el dato concreto de las posiciones y velocidades individuales de la órbita de cada objeto. El movimiento de las estrellas en una galaxia o en un grupo globular está principalmente determinado por la distribución media de las demás estrellas distantes, y de forma subdominante por las estrellas más cercanas. 
Recientemente, se han usado las simulaciones del problema de N cuerpos como una nueva herramienta de estudio del campo, a añadir a los métodos analíticos más tradicionales, lo que ha permitido a los investigadores estudiar sistemas de otra manera intratable

## Introducción
El largo alcance de la gravedad y la lenta "relajación" de los sistemas estelares impide el uso de los métodos convencionales de la física estadística, pues la dinámica de las órbitas estelares tiende a ser mucho más irregular y caótica que las órbitas estudiadas en Mecánica Celeste.
La "relajación" de las estrellas es el proceso que desvía las trayectorias individuales de las estrellas de la que tendrían si la distribución de la materia fuese perfectamente uniforme. La "relajación de 2 cuerpos" está inducida por las interacciones estrella-estrella individuales, mientras la "relajación violenta" es inducida por una gran variación colectiva de la forma del sistema estelar.
Hay una corriente matemática subyacente a la dinámica estelar; las teorías físicas clave, la mecánica analítica clásica, la gravedad newtoniana y la física (estadística) termodinámica, por una parte, están estrechamente relacionadas con las ramas matemáticas de los sistemas dinámicos y la teoría ergódica (que tiene conexiones importantes con la Dinámica Celeste), respectivamente. La posibilidad de interacciones gravitacionales y colisiones también conduce a un tratamiento de la teoría matemática de la dispersión (scattering). Como tal, una gran cantidad de físicos que trabajan en Dinámica Estelar también son matemáticos por entrenamiento.

## Lecturas recomendable
- Dinámica y Evolución de Núcleos Galácticos, D. Merritt (2013). Princeton Prensa universitaria.
- Dinámica galáctica, J. Binney Y S. Tremaine (2008). Princeton Prensa universitaria.
- Gravitacional N-Simulacros de Cuerpo: Herramientas y Algoritmos, S. Aarseth (2003). Cambridge Prensa universitaria.
- Principios de Dinámica Estelar, S. Chandrasekhar (1960). Dover.